# هلین بلومنفلد
هلین بلومنفلد (به انگلیسی: Helaine Blumenfeld)؛ (زادهٔ ۱۹۴۲ میلادی) مجسمه‌ساز اهل ایالات متحدهٔ آمریکا است که به ویژه برای مجسمه‌های عمومی در مقیاس بزرگ شناخته شده‌است. او آثاری را عمدتاً با مرمر و برنز و همچنین با گرانیت و مواد دیگر خلق می‌کند. نمونه‌هایی از کارهای او در مجموعه‌های کالج کلر، کمبریج، گالری کورتولد و اسمیتسونین وجود دارد. از جمله کارهای عمومی در مقیاس-بزرگ او اثر خانواده نصب‌شده در گرانیت، در میدان فدرال هِنری رویس در میلواکی، ویسکانسین است. تمپستا (در ایتالیایی به معنی: طوفان) با سنگ مرمر در لنکسترز، لندن؛ و فورتونا (در ایتالیایی به معنی: طالع) با برنز در کنری وورف، لندن. بلومنفلد یکی از همکاران و معاونین اسبق انجمن سلطنتی مجسمه‌سازان بریتانیا است؛ او در سال ۲۰۱۱ میلادی جایزهٔ اُبی‌ای افتخاری را دریافت کرد. او در بریتانیا زندگی می‌کند و در آنجا و در پیتراسانتا در توسکانی در مرکز ایتالیا کار می‌کند.

## زندگی و حرفه
بلومنفلد در سال ۱۹۴۲ میلادی در شهر نیویورک متولد شد و در املاک جامائیکا در منطقهٔ کوئینز بزرگ شد. پدرش سازنده بود. مادرش، دختری از مهاجران روسی، شاعر و نقاش بود. او مدرک کارشناسی و کارشناسی ارشد خود را از دانشگاه میشیگان دریافت کرد و سپس برای تحصیل در مقطع دکتری در رشتهٔ فلسفه سیاسی در دانشگاه کلمبیا ادامه داد. پس از اتمام پایان‌نامه دکتری خود، با عنان: جان لاک: یک علم اخلاق، در سال ۱۹۶۴ میلادی، او هنر را در پاریس در آکادمی د لا گراند شومیر زیر نظر مجسمه‌ساز اوسیپ زادکین تحصیل کرد. او اولین نمایشگاه انفرادی خود، گروهی از برنزهای جلا داده‌شده را در سال ۱۹۶۶ میلادی در کاخ پالفی در وین برگزار کرد.
بلومنفلد در زمانی که در حال تحقیق دربارهٔ رسالهٔ دکتری خود بود، در یک کتابفروشی در نیویورک با همسرش یوریک آشنا شد. آن‌ها در ۲۰ سالگی ازدواج کردند و صاحب دو پسر شدند. پسر بزرگ آن‌ها رمی، متولد ۱۹۶۵ میلادی، تهیه‌کنندهٔ تلویزیون است. پسر کوچکتر آن‌ها جرد یک محیط‌بان شد و به عنوان مدیر ای‌پی‌ای برای کالیفرنیا و غرب تحت دولت اوباما خدمت کرد. بلومنفلدها در اواخر دههٔ ۱۹۶۰ میلادی به‌طور دائم به اروپا نقل مکان کردند، در نهایت در سال ۱۹۷۰ میلادی در کمبریج‌شایر، روستای گرنتچستر ساکن شدند، جایی که هلاین نیز استودیوی بریتانیایی خود را دارد.
نقطهٔ عطف در حرفهٔ بلومنفلد با بازدید او در سال ۱۹۷۴ میلادی از پیتراسانتا در ایتالیا شکل گرفت که در نهایت باعث شد او سنگ مرمر را به یکی از رسانه‌های اصلی خود اضافه کند. او ابتدا برای انجام ریخته‌گری برنز به آنجا رفته بود، اما آلیسیا پنالبا، مجسمه‌ساز دیگری که در پیتراسانتا کار می‌کرد، او را تشویق کرد که مجسمه‌سازی در سنگ مرمر را امتحان کند و او را به استاد کار هنرمند سم گلاردینی معرفی کرد. بلومنفلد به استودیو سم گلاردینی پیوست و شروع به یادگیری سنگ‌تراشی کرد. در آن زمان او تنها زنی بود که در حیاط مرمر استودیو کار می‌کرد. در سال‌های بعد، او از خانه‌اش در گرنتچستر به پیتراسانتا رفت و آمد کرد تا کارش را با گلاردینی ادامه دهد. همچنین در دههٔ ۱۹۷۰ میلادی در پیتراسانتا بود که او برای اولین بار هنری مور را ملاقات کرد. او به شهر آمده بود تا بر دو مجسمه بزرگ که گلاردینی برایش می‌تراشید نظارت کند. او در سال ۱۹۸۵ میلادی نمایشگاه مشترکی با مور با عنوان: یک گفتگوی بریتانیایی: از پری گرین تا کمبریج در گالری آلکس روزنبرگِ نیویورک داشت. دوازده مجسمه در مقیاس-بزرگ او در سنگ مرمر و تراورتن نشان داده شد.
تا سال ۲۰۱۳ میلادی، آثار بلومنفلد شامل بیش از ۶۵ اثر سفارشی برای فضاهای عمومی و مجموعه‌های خصوصی بود. سال‌های آخر کار او چندین نمایشگاه بزرگ گذشته‌نگر از آثارش از جمله نمایشگاه‌های انجمن سلطنتی مجسمه‌سازان بریتانیا (۲۰۰۸ میلادی)، پیتراسانتا در پیاتزا دل دومو و کلیسای سنت آگوستینو (۲۰۱۱ میلادی)، را شاهد بودیم. کلیسای جامع سالزبری (۲۰۱۳ میلادی)، و مجسمهٔ بومن در لندن (۲۰۱۵ میلادی). نمایشگاه لندن با عنوان هلین بلومنفلد – هنری مور یک گفتگو ۲۰۱۵–۱۹۸۵ میلادی، سی امین سالگرد اولین نمایشگاه او با هنری مور را رقم زد. زیبایی سخت، فیلمی مستند از زندگی و کار او، در آوریل ۲۰۱۸ میلادی از اسکای آرتس پخش شد.

## افتخارات
بلومنفلد در سال ۲۰۰۰ میلادی به عنوان یکی از اعضای انجمن سلطنتی مجسمه‌سازان بریتانیا انتخاب شد و از سال ۲۰۰۴ تا ۲۰۰۹ میلادی به عنوان نایب-رئیسِ انجمن خدمت کرد. در سال ۲۰۰۷ میلادی او اولین زن دریافت کنندهٔ پرمیو پیتراسانتا نل موندو (پیتراسانتا در جایزهٔ جهانی) شد. او در سال ۲۰۱۱ میلادی جایزهٔ افتخاری اُبی‌ای را دریافت کرد.

## نگارخانه

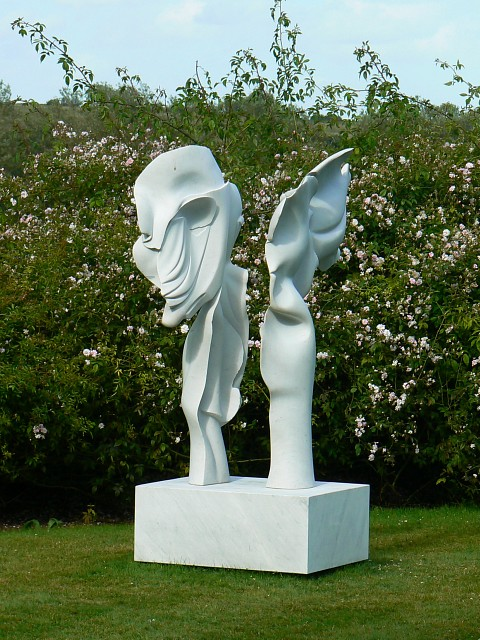
فرشتگان: هارمونی، استهال مانر، استهال
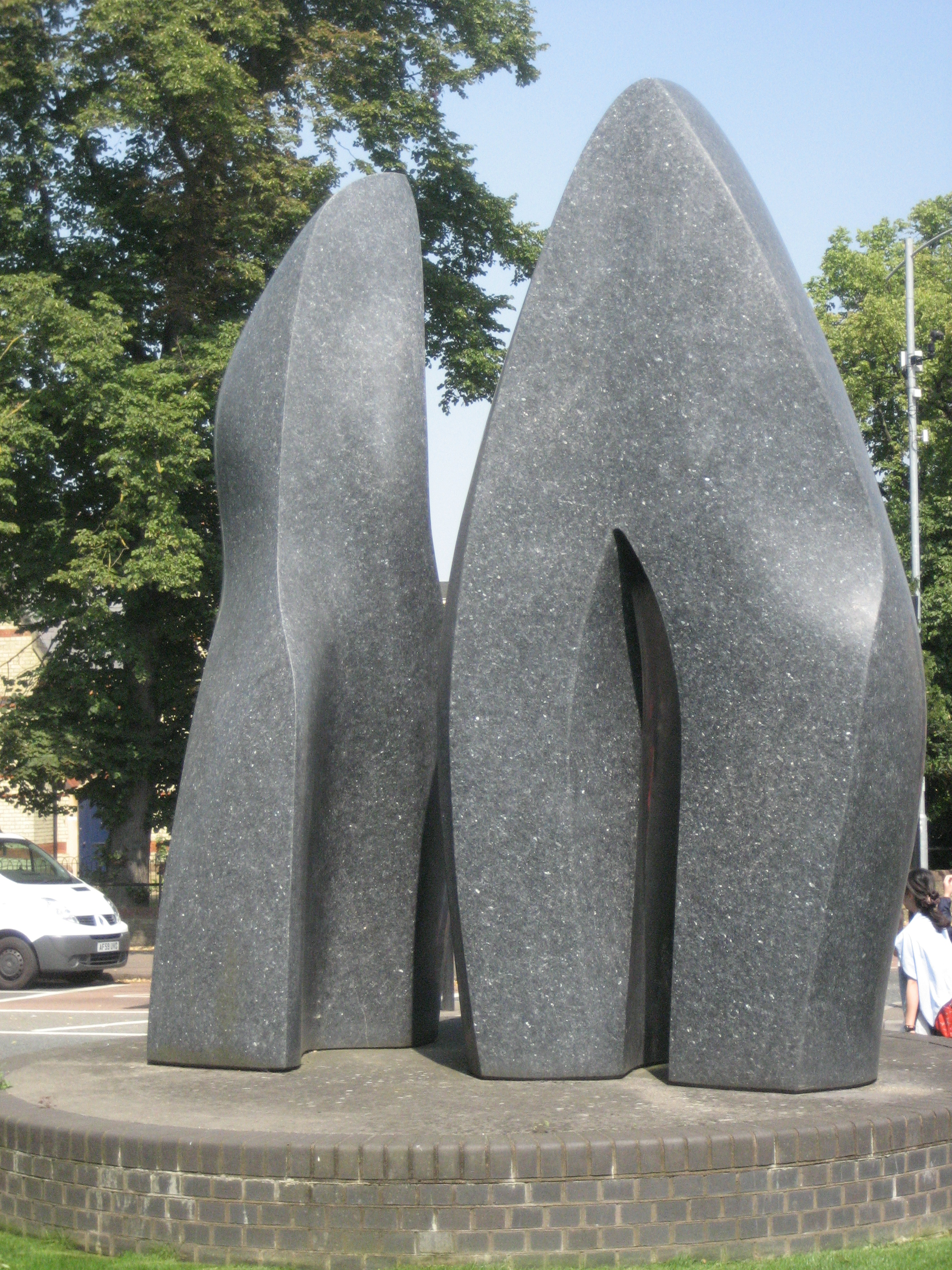
شوونیست، کمبریج
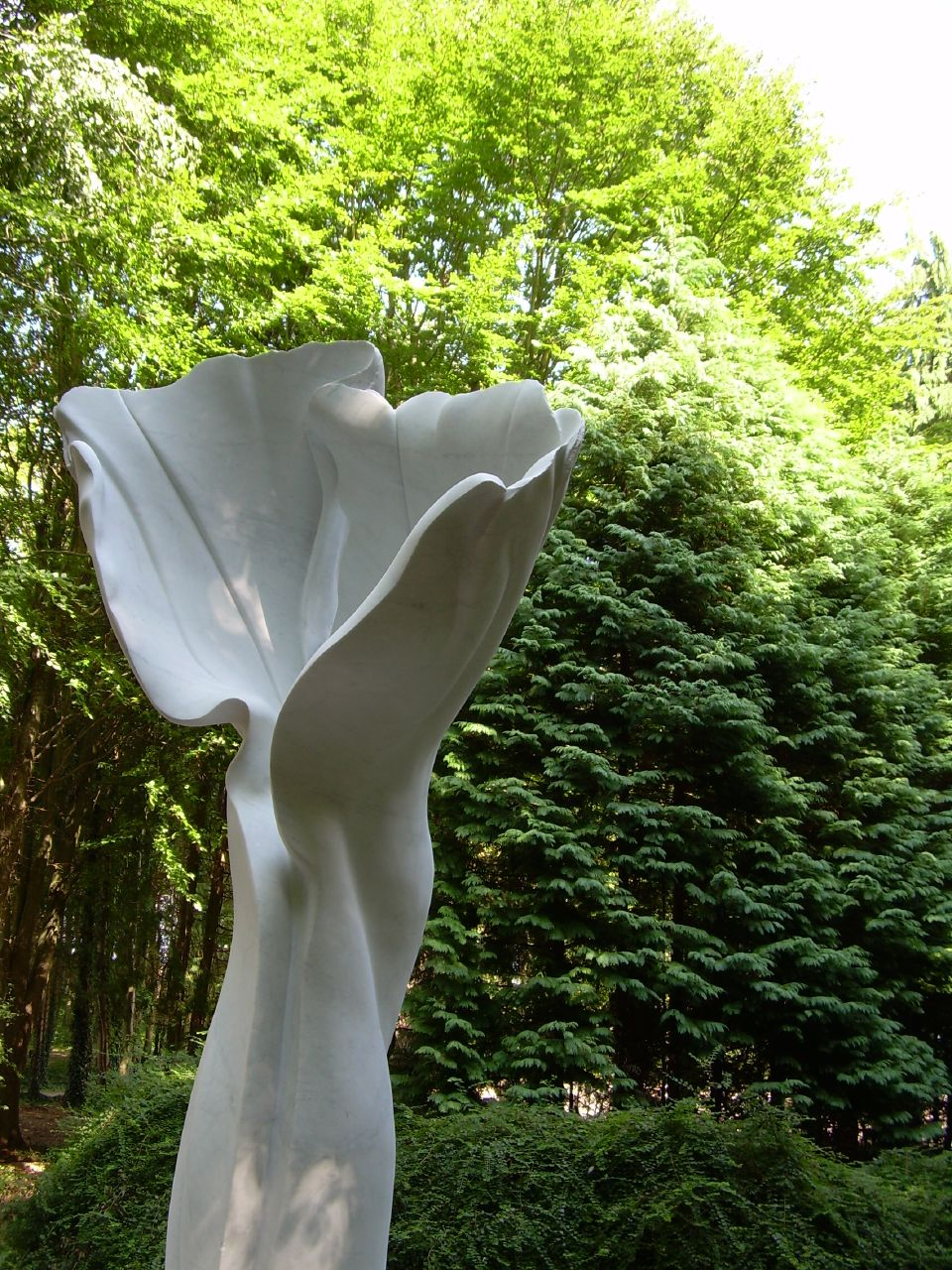
روح زندگی، بنیاد مجسمه‌سازی کاس، گودوود
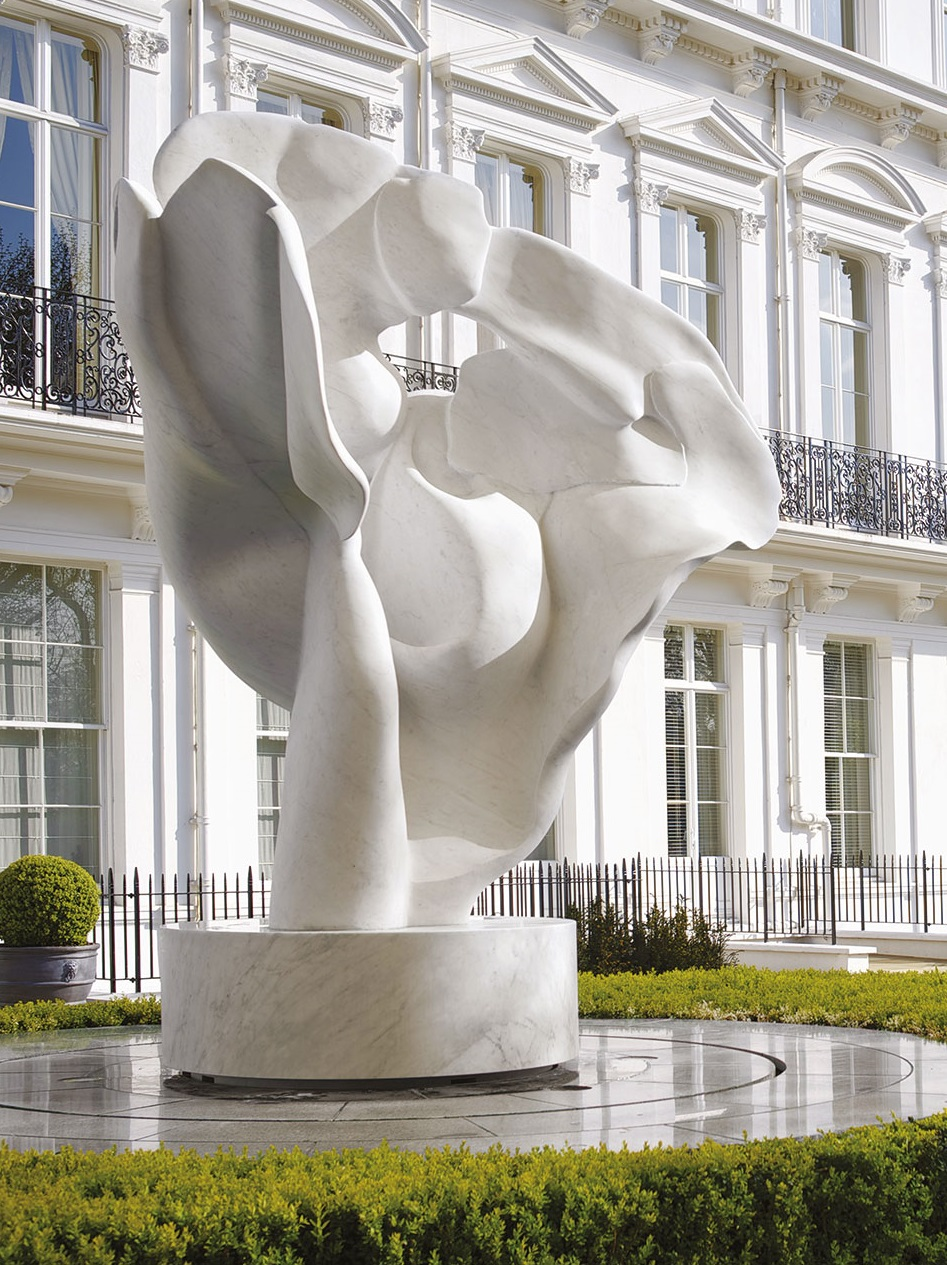
تمپستا، لنکسترز، در مقابل هاید پارک، لندن